# Linia kolejowa Braunschweig – Bad Harzburg
Linia kolejowa Braunschweig – Bad Harzburg – niezelektryfikowana linia kolejowa w kraju związkowym Dolna Saksonia, w Niemczech. Łączył Brunszwik przez Wolfenbüttel i Vienenburg z Bad Harzburg. Na odcinku Brunszwik – Vienenburg jest dwutorowa.